# Petrophora petraria
Petrophora petraria är en fjärilsart som beskrevs av Jacob Hübner 1799. Petrophora petraria ingår i släktet Petrophora och familjen mätare. Inga underarter finns listade i Catalogue of Life.